# Progonyleptoides
Progonyleptoides is een geslacht van hooiwagens uit de familie Gonyleptidae.
De wetenschappelijke naam Progonyleptoides is voor het eerst geldig gepubliceerd door Roewer in 1917. 

## Soorten
Progonyleptoides omvat de volgende 2 soorten:
- Progonyleptoides castaneus
- Progonyleptoides spinifrons